# 大捷爾科維奇
51°35′12″N 25°57′24″E / 51.58667°N 25.95667°E
大捷爾科維奇（烏克蘭語：Великі Телковичі），是烏克蘭西北部的村莊，隸屬里夫內州的瓦拉什區。該村始建於1561年，面積45.4平方公里，海拔高度152米，2001年人口1,167，人口密度每平方公里25.7人。